# 藤川鉄馬
藤川 鉄馬（ふじかわ てつま、1940年（昭和15年）12月3日 - ）は、大蔵（財務）官僚。エッセイスト。

## 人物
1965年に大蔵省入省。入省同期に、榊原英資（財務官）、薄井信明、東力（衆院議員）、鞍谷雅敏（税務大学校長）、鏡味徳房がいる。日本ペンクラブ会員。

## 略歴

### 学歴
- 1961年3月 - 東京都立北園高等学校卒業
- 1965年3月 - 東京大学法学部卒業

### 職歴
- 1965年4月 - 大蔵省（後の財務省）入省（大臣官房文書課）
- 1966年3月 -　主計局調査課
- 1967年4月 -　大臣官房調査課
- 1968年4月 -　銀行局中小金融課信用補完係長心得[1]
- 1970年7月 -　岩見沢税務署長
- 1971年7月 -　大臣官房調査企画課長補佐（沖縄問題）[2]
- 1972年7月 -　厚生省年金局企画課長補佐
- 1974年7月 -　外務省研修所
- 1975年5月 -　在イタリア大使館（イタリア語版）一等書記官
- 1978年7月 -　大臣官房会計課長補佐
- 1980年6月 -　大臣官房企画官兼理財局総務課
- 1981年7月 -　環境庁企画調整局環境保健部保健企画課長
- 1983年6月 -　理財局国有財産第二課長
- 1984年6月 -　派遣職員（米州開発銀行理事）
- 1987年7月 -　国際金融局開発政策課長
- 1989年6月 -　国際金融局総務課長
- 1990年6月 -　大阪税関長
- 1991年7月 -　派遣職員（欧州復興開発銀行理事）
- 1993年6月 -　印刷局長
- 農用地整備公団副理事長、津田塾大学評議員。立命館大学経済学部客員教授、東京女子大学非常勤講師など。

## 著書
- 『イタリア経済の奇蹟と危機』（産業能率大学出版部、1980年）
- 『明けても暮れてもイタリア』（時事通信社、1981年、マルコ・ポーロ賞受賞）
- 『図説国際金融 1990年版』（財経詳報社、1990年）
- 『ロシア東欧の市場経済　改革は成功するのか』（サイマル出版会、1994年）
- 『金融の国際舞台で　まわりはみな外国人』（サイマル出版会、1997年）

## 栄典
- 2011年11月 瑞宝中綬章受章[3]